# ビハインド・ザ・マスク (フリートウッド・マックのアルバム)
ビハインド・ザ・マスク(Behind the Mask)は、ロックバンドのフリートウッド・マックが1990年に発表したアルバムである。ギタリストのリンジー・バッキンガムが脱退して最初のアルバムである。彼の代わりにリック・ビトーとビリー・バーネットが加入した。2人ともギタープレイヤー、歌手、ソングライターであった。フリートウッド・マックは6人組のバンドとなり、4人の歌手・ソングライターがいる状況になった。アルバムは前作の『タンゴ・イン・ザ・ナイト』ほどの成功を収めず、大ヒットシングルも生まれなかった。（セイヴ・ミーもスカイズ・ザ・リミットもある程度のエアプレイはされていた）しかしながら、アメリカの外においてチャート上位に食い込むことに成功し、イギリスにおいては1位を獲得した。
アルバムのカバーは有名なカメラマンのデイヴ・ゴートンが作成した。彼は、バンドがアルバムカバーの表面に出ることを望まず、フリートウッドはバンドを象徴するシンボルを作ると主張していたと回想する。それが頭にあり、アルバムカバーは非常に興味深く、予言された寓話となっている。ニックスは一人離れて立ち、残りのバンドは彼女の後側にいる。

## 曲目
1. スカイズ・ザ・リミット - "Skies the Limit" (Christine McVie, Eddy Quintela) – 3:45
2. ラヴ・イズ・デンジャラス - "Love Is Dangerous" (Stevie Nicks, Rick Vito) – 3:18
3. イン・ザ・バック・オブ・マイ・マインド - "In the Back of My Mind" (Billy Burnette, Malloy) – 7:02
4. ドゥ・ユー・ノウ - "Do You Know" (C.McVie, Burnette) – 4:19
5. セイヴ・ミー - "Save Me" (C.McVie, Quintela) – 4:15
6. アフェアーズ・オブ・ザ・ハート - "Affairs of the Heart" (Nicks) – 4:22
7. サン・ゴーズ・ダウン - "When the Sun Goes Down" (Burnette, Vito) – 3:18
8. ビハインド・ザ・マスク - "Behind the Mask" (McVie) – 4:18
9. スタンド・オン・ザ・ロック - "Stand on the Rock" (Vito) – 3:59
10. ハード・フィーリングス - "Hard Feelings" (Burnette, Silbar) – 4:54
11. フリーダム - "Freedom" (Nicks, Mike Campbell) – 4:12
12. カムズ・トゥー・ラヴ - "When It Comes to Love" (Burnette, Simon Climie, Morgan) – 4:08
13. セカンド・タイム - "The Second Time" (Nicks, Vito) – 2:31

## クレジット

### フリートウッド・マック
- スティーヴィー・ニックス - ボーカル
- ビリー・バーネット - ギター、ボーカル
- リック・ビトー - ギター、ボーカル
- クリスティン・マクヴィー - キーボード、シンセサイザー、ボーカル
- ジョン・マクヴィー - ベース
- ミック・フリートウッド - パーカッション、ドラムス

### 外部ミュージシャン
- リンジー・バッキンガム - 「ビハインド・ザ・マスク」でのアコースティックギター
- アサンテ - 「フリーダム」でのパーカッション
- スティーヴン・クロウズ - シンセサイザー、キーボード

## プロダクション
- プロデューサー: Greg Ladanyi and Fleetwood Mac
- エンジニア: Greg Ladanyi, Bob Levy, Dennis Mays
- アシスタント・エンジニア: Craig Porteils, Duane Seykora, Brett Swain, Paula Wolak
- 写真: Dave Gorton
- ミキシング: Greg Ladanyi
- マスタリング: スティーブン・マーカソン
- プログラミング: Stephen Croes, Dan Garfield
- アート・ディレクション: Jeri Heiden

## チャート

### アルバム
| 年   | チャート | 順位 |
| ---- | -------- | ---- |
| 1990 | アメリカ | 18   |
| 1990 | イギリス | 1    |

### シングル
| 年   | シングル                 | チャート               | 順位 |
| ---- | ------------------------ | ---------------------- | ---- |
| 1990 | ラヴ・イズ・デンジャラス | Mainstream Rock Tracks | 7    |
| 1990 | セイヴ・ミー             | Adult Contemporary     | 6    |
| 1990 | セイヴ・ミー             | Mainstream Rock Tracks | 3    |
| 1990 | セイヴ・ミー             | The Billboard Hot 100  | 33   |
| 1990 | スカイズ・ザ・リミット   | Adult Contemporary     | 10   |
| 1990 | スカイズ・ザ・リミット   | Mainstream Rock Tracks | 40   |